# Griesbachmühle
Griesbachmühle ist ein Stadtteil von Friedberg im schwäbischen Landkreis Aichach-Friedberg.

## Lage und Zugehörigkeit
Der Weiler liegt etwa drei Kilometer östlich von Friedberg an der Paar. Er gehörte bis 31. Dezember 1973 zur Gemeinde Paar und wurde mit dieser im Zuge der Gemeindegebietsreform am 1. Januar 1974 in die Stadt Friedberg eingegliedert.

## Baudenkmäler
Siehe auch: Liste der Baudenkmäler in Griesbachmühle
- Katholische Kapelle Heilige Familie